# Heather Mills
Heather Anne Mills (12 de janeiro de 1968) é uma personalidade da mídia, empresária e ativista de diferentes causas sociais britânica. 
Heather chamou a atenção do público quando, em 1993, trabalhando como modelo, foi atropelada por uma moto da polícia de Londres. O acidente resultou na amputação de sua perna esquerda logo abaixo do joelho, mas ela continuou trabalhando como modelo usando uma prótese e vendeu sua história para um tabloide.
Seu relacionamento com Sir Paul McCartney atraiu maior atenção do público no ano de 2000. Eles se casaram em junho de 2002 e Heather deu à luz Beatrice Milly McCartney em 28 de outubro de 2003. O casal se separou em 2006 e concluiu o divórcio em 2008. Devido a esse casamento, Heather pode usar a alcunha Lady McCartney, apesar de não usá-la.
Após seu casamento com McCartney, Mills passou a se dedicar à defesa dos direitos dos animais e desde 2012 é patrona do Viva! (Vegetarians' International Voice for Animals) e da fundação Vegetarian and Vegan Foundation. Ela também é vice-presidente Limbless Association.

## Biografia
Heather Mills nasceu em Aldershot, Hampshire, filha de John "Mark" Francis Mills, um ex-paraquedista militar britânico, e de sua mulher, Beatrice Mary Mills, filha de um coronel do Exército Britânico. Seu pai foi adotado aos sete anos e cresceu em Brighton, onde seus pais adotivos tinham uma mercearia. O avô de Heather também trabalhou como mecânico de uma equipe de corrida de carros. Sua mãe nasceu na Índia, durante a Segunda Guerra Mundial, e foi educada em internatos britânicos. Eles se conheceram na Universidade de Newcastle e se casaram contra a vontade do pai de Beatrice, que não compareceu ao casamento e só viu a filha novamente uma vez antes de sua morte.
Beatrice falava diversas línguas e tocava piano, Mark tocava banjo e violão, gostava de fotografia (tendo sido premiado pelo jornal Evening Standard), e praticava diversos esportes. Ele gostava muito de animais e Heather se lembra de sempre ter pelo menos um cachorro e um gato na casa de sua família.
A família Mills morava em Libanus, País de Gales. Quando Heather tinha seis anos, a família se mudou para o norte, em Alnwick, Northumberland, mas logo se mudaram para outras cidades como Washington, Tyne and Wear e depois para a Cockshott Farm, em Rothbury, Northumberland.
Heather mais tarde relatou ter sido sequestrada e estuprada por um assistente de piscina quando tinha oito anos. Porém, sua vizinha na ocasião, Margaret Ambler, alega ter sido ela a vítima, dizendo que a história de Heather não passava de invenção e que o funcionário da piscina tampouco cometeu suicídio, como Heather tinha descrito. Apesar de receber uma carta de Heather com uma oferta de 10 mil libras para encerrar a ação judicial, Margaret reclamou dizendo que a história tinha lhe causado grande incômodo, pois Heather levou o incidente a conhecimento nacional. Margaret a processou por violação de privacidade, aceitando um acordo extrajudicial.
Beatrice saiu de casa quando Heather tinha nove anos, deixando ela e seus irmãos sob os cuidados do pai. Fiona, sua irmã mais nova, descreveu como era sua vida: "Nossa família nunca tinha dinheiro e papai exigia que conseguíssemos roupas e comida. Assim, passamos a roubar em lojas. Aprendemos a nos esconder de seguranças e nos tornamos especialistas em tarefas domésticas. Não tenho vergonha de dizer que fomos forçados a roubar porque quando você é criança, é melhor fazer isso do que apanhar do seu pai". Mark nega as acusações das filhas de que ele era violento com elas, tendo divulgado vídeos caseiros de férias em família em Gales, nos quais Heather brinca alegremente. 
Quando seu pai foi preso por fraude, ela saiu de casa com a irmã e foi morar com sua mãe e seu novo marido (o ator Charles Stapley), em Clapham, Londres. Seu irmão foi morar com os avós em Brighton. Mais tarde ela disse que aos 15 anos fugiu com o circo, morando em uma caixa de papelão da estação de Waterloo por quatro meses, apesar de Charles negar, dizendo que às vezes ela saía de casa nos fins de semana para viajar com um rapaz que trabalhava em um circo em Londres.